# Lonate Ceppino
Lonate Ceppino es una localidad y comune italiana de la provincia de Varese, región de Lombardía, con 4.846 habitantes.

## Evolución demográfica
| Gráfica de evolución demográfica de Lonate Ceppino entre 1861 y 2001 |
|                                                                      |
| Fuente ISTAT - elaboración gráfica de Wikipedia                      |